# Novgorod (slagschip)
De Novgorod (Russisch: Новгород) is een van de meest ongewone oorlogsschepen ooit gebouwd. Het schip had een cirkelvormige romp van bovenaf gezien.

## Ontwerp
Het was ontworpen door admiraal Popov van de Russische Keizerlijke Marine, met als doel een stabiel platform te bouwen met een aantal zware kanonnen dat gebruikt kon worden in ondiepe kustwateren en goed beschermd met bepantsering.
Het voordeel van de cirkelvormige romp was dat een schip met kleine diepgang met zo groot mogelijk deplacement gebouwd kon worden. Op die manier kon een klein schip dezelfde bewapening voeren als een groter conventioneel schip.
De voornaamste bewapening van de Novgorod waren twee 26-tons 11 inch kanonnen die onafhankelijk konden draaien.
Het schip had zes stoommachines die elk een schroef aandreven. De ketels en machinekamers vulden de helft van het schip. De ketels waren geplaatst in twee aparte compartimenten, één aan elke zijde. Er waren vier stoomlanceerinstallaties aan dek.

## Carrière
Novgorod en het bijna-zusterschip de Kiev, later omgedoopt in Viceadmiraal Popov, bleken een slecht ontwerp. Ze slingerden en stampten excessief, zelfs in matige zeegang. Ze waren langzaam, slecht te manoeuvreren en kwetsbaar voor inkomend vuur. Nog erger was dat de terugslag van de uit het draaipunt geplaatste kanonnen ervoor zorgde dat het schip begon te draaien. De schepen moesten hard roer geven tijdens het vuren om dit op te vangen. Dit beperkte het richten en de vuursnelheid aanzienlijk. Beide schepen deden dienst in het Donau-flottielje tijdens de Russisch-Turkse Oorlog. Beide werden vanaf 1892 gebruikt voor kustdefensie en vanaf 1903 als opslagschip. Pas in 1912 werden ze gesloopt.